# Ficus cotinifolia
Ficus cotinifolia är en mullbärsväxtart. Ficus cotinifolia ingår i släktet fikonsläktet, och familjen mullbärsväxter.

## Underarter
Arten delas in i följande underarter:
- F. c. cotinifolia
- F. c. myxifolia
- F. c. hondurensis